# Абель, Джейк
Джейкоб Аллен «Джейк» Абель (англ. Jacob Allen «Jake» Abel; род. 18 ноября 1987, Кантон) — американский актёр и певец.

## Биография
Джейк Абель родился 18 ноября 1987 года в городе Кантон, штат Огайо. Родители Майк и Ким Абель, есть старший брат Шон. Первую роль получил в телефильме телеканала Дисней «Лёд в сердце». Затем снялся в телесериале «Предел», а также в эпизодах таких телесериалов, как «Детектив Раш», «Все тип-топ, или жизнь Зака и Коди», «C.S.I.: Место преступления Майами». В октябре 2008 года на Международном кинофестивале в Хэмптоне Джейк был удостоен звания Восходящая звезда за его роль в фильме «Проблеск гениальности».
В 2009 году Джейк сыграл роль Брайана Нельсона в фильме Питера Джексона «Милые кости», снятого по одноимённому роману Элис Сиболд, где играла Сирша Ронан. В 2010 снимается в «Перси Джексон и похититель молний» в роли сына Гермеса. За эту роль был номинирован вместе с Логаном Лерманом на MTV Movie Awards в категории Лучшая драка. Так же сыграл роль единокровного брата Дина и Сэма Винчестеров в телесериале «Сверхъестественное».
В 2012 году снимается в роли Иена О’Ши в фильме «Гостья» — одноимённой экранизации романа Стефани Майер «Гостья», где он вновь работает совместно с Сиршей Ронан.
Снова сыграл роль Люка, сына Гермеса, во втором фильме «Перси Джексон: Море чудовищ», который вышел в августе 2013 года..
29 марта 2013 года Абель и Вуд выпустили свой первый диск «Black Magic».

## Личная жизнь
С  2013 года женат на Элисон Вуд. Спустя шесть лет супруги обьявили, что ожидают ребенка. Их сын, которого назвали Оуэн Элвин Абель, погиб при родах 7 ноября 2019 года на 35 неделе беременности. В начале февраля 2021 года у супругов родился второй сын, которого назвали Генри Элвин Эйбел. В октябре 2023 года у них родился третий сын, ребёнка назвали Джордж Оуэн Эйбел.

## Фильмография
| Год       |     | Русское название                    | Оригинальное название                              | Роль                                                    |
| --------- | --- | ----------------------------------- | -------------------------------------------------- | ------------------------------------------------------- |
| 2005      | ф   | Лёд в сердце                        | Go Figure                                          | Спенсер                                                 |
| 2005—2006 | с   | Предел                              | Threshold                                          | Брайан Дженклоу                                         |
| 2006      | с   | Всё тип-топ, или Жизнь Зака и Коди  | The Suite Life of Zack & Cody                      | Кирк                                                    |
| 2006      | с   | Детектив Раш                        | Cold Case                                          | Даг Соммер                                              |
| 2007      | с   | C.S.I.: Место преступления          | CSI: Miami                                         | Чарли Шеридан                                           |
| 2008      | ф   | Снежный человек                     | Strange Wilderness                                 | работник службы охраны природы                          |
| 2008      | ф   | Истина в любви                      | Tru Loved                                          | Тревор                                                  |
| 2008      | с   | Жизнь как приговор                  | Life                                               | Тейт МакНил                                             |
| 2008      | ф   | Проблеск гениальности               | Flash of Genius                                    | Деннис                                                  |
| 2008      | кор |                                     | Kickstand                                          | Джейк                                                   |
| 2009      | ф   | Ангел смерти                        | Angel of Death                                     | Кэмерон Даунс                                           |
| 2009      | ф   | Милые кости                         | The Lovely Bones                                   | Брайан Нельсон                                          |
| 2009      | с   | C.S.I.: Место преступления Нью-Йорк | CSI: NY                                            | Кайл Шеридан                                            |
| 2009      | кор | 18                                  | 18                                                 | Тоби                                                    |
| 2009      | кор | Хорошая девочка                     | Good Girl                                          | Алекс                                                   |
| 2009      | с   | Скорая помощь                       | ER                                                 | Дилан                                                   |
| 2009—2019 | с   | Сверхъестественное                  | Supernatural (TV series)                           | Гуль, Адам Миллиган (брат Винчестеров), Архангел Михаил |
| 2010      | ф   | Перси Джексон и похититель молний   | Percy Jackson & the Olympians: The Lightning Thief | Люк Кастеллан                                           |
| 2011      | ф   | Я — четвёртый                       | I Am Number Four                                   | Марк Джеймс                                             |
| 2011      | ф   | Внутри                              | Inside                                             | Кирк Фрэнсис                                            |
| 2011      | с   | Анатомия страсти                    | Grey’s Anatomy                                     | Тайлер Мозер                                            |
| 2011      | кор |                                     | Hollywood Takes a Stand Against Planking           |                                                         |
| 2013      | ф   | Гостья                              | The Host                                           | Иен O'Ши                                                |
| 2013      | ф   | Перси Джексон и Море чудовищ        | Percy Jackson: Sea of Monsters                     | Люк Кастеллан                                           |
| 2014      | ф   | Призраки Тихого океана              | Ghosts of the Pacific                              | Джин Олдридж                                            |
| 2014      | ф   | Любовь и милосердие                 | Love and Mercy                                     | Майкл Лава                                              |
| 2014      | ф   | Хорошее убийство                    | Good Kill                                          | Джозеф Циммер                                           |
| 2018—2020 | с   | Грязный Джон                        | Dirty John (TV series)                             | Трей                                                    |
| 2019—2019 | с   | Другая жизнь                        | Another Life (TV series)                           | Саша Харрисон                                           |
| 2021      | ф   | Злое                                | Malignant                                          | Дерек Митчелл                                           |